# Archea Olympia
Archea Olympia (tiếng Hy Lạp: ?) là một khu tự quản ở vùng Tây Hy Lạp, Hy Lạp. Khu tự quản Archea Olympia có diện tích 545 kilômét vuông, dân số theo điều tra ngày 18 tháng 3 năm 2001 là 16431 người.